# ترنس کونئو
ترنس کونئو (انگلیسی: Terence Cuneo؛ ۱ نوامبر ۱۹۰۷ – ۳ ژانویهٔ ۱۹۹۶) نقاش اهل بریتانیا بود. کونئو نقاش رسمی تاجگذاری ملکه الیزابت دوم در سال ۱۹۵۳ بود.
او همچنین نشان‌هایی همچون نشان سلطنتی ویکتوریایی و نشان امپراتوری بریتانیا دریافت کرده‌است.